# Campeonato Asiático de Taekwondo de 1974
El I Campeonato Asiático de Taekwondo se celebró en Seúl (Corea del Sur) en 1974 bajo la organización de la Unión Asiática de Taekwondo.
En total se disputaron en este deporte ocho pruebas diferentes, todas ellas en la categoría masculina.

## Resultados

### Masculino
| Evento | Oro                          | Plata                           | Bronce                                                |
| ------ | ---------------------------- | ------------------------------- | ----------------------------------------------------- |
| –48 kg | Yoon Chang-Ok Corea del Sur  | Khim Samon Camboya              | Jaime Martin Filipinas Wen Liao-Ching China Taipéi    |
| –53 kg | Ha Suk-Kwang Corea del Sur   | Sing Au Yuet Hong Kong          | Shan Lin-Ruey China Taipéi Baba Yoshiak Japón         |
| –58 kg | Chu Sang-Hyeon Corea del Sur | Mao Chung-Teng China Taipéi     | Sunny Chew Huat Singapur Rong Tang Cham Hong Kong     |
| –63 kg | Park Won Corea del Sur       | Yu Kyo-Ming China Taipéi        | John Chew Kim Singapur Chan Yue-Yuen Hong Kong        |
| –68 kg | Lee Ki-Hyeong Corea del Sur  | Tham Pai Foong Singapur         | Michael Breglec Australia Cheng Wang-Tie China Taipéi |
| –74 kg | Kim Chul-Hwan Corea del Sur  | Khauv Sieng Veng Camboya        | Monda Daisaku Japón Alan Whiteway Australia           |
| –80 kg | Yang Yong-Kwon Corea del Sur | Shing Chang-Shyang China Taipéi | Sam Sarun Camboya Josep Breglec Australia             |
| +80 kg | Choi Jeong-Do Corea del Sur  | Fing Lin-King China Taipéi      | Victor Breglec Australia Ket Loius Thien Malasia      |

## Medallero
| Núm. | País          | Oro | Plata | Bronce | Total |
| ---- | ------------- | --- | ----- | ------ | ----- |
| 1    | Corea del Sur | 8   | 0     | 0      | 8     |
| 2    | China Taipéi  | 0   | 4     | 3      | 7     |
| 3    | Camboya       | 0   | 2     | 1      | 3     |
| 4    | Hong Kong     | 0   | 1     | 2      | 3     |
| 4    | Singapur      | 0   | 1     | 2      | 3     |
| 6    | Australia     | 0   | 0     | 4      | 4     |
| 7    | Japón         | 0   | 0     | 2      | 2     |
| 8    | Filipinas     | 0   | 0     | 1      | 1     |
| 8    | Malasia       | 0   | 0     | 1      | 1     |
|      | TOTAL         | 8   | 8     | 16     | 32    |